# ビーナスセンター
ビーナスセンター（アラビア語: مركز الزُّهَرَة、アル・ズフラ）は、シリアのアニメーションと子供・若者向け番組のアラビア語吹き替え専門スタジオで、特に日本のアニメに特化している。スタジオの本社はシリアの首都ダマスカスの税関エリアに位置している。
このスタジオは、標準アラビア語の正確な発音に厳格にこだわり、吹き替え時の口の動きに合わせた音声の調整、音声の層を維持することを特徴としている。アニメーションの吹き替え、特に日本アニメに重点を置いているが、アラブ社会の保守的な特性に配慮し、子供たちや若者の年齢に合った内容に修正を加えている。また、『名探偵コナン』の映画シリーズや『アイス・エイジ』シリーズ3作品、『ガーフィールド』の映画など、テレビシリーズに関連した映画の吹き替えも手掛けている。

## 歴史
1991年、モナー・ヒジャージー（مناع حجازي）、ファイズ・サッバーグ（فايز الصباغ）、マーヘル・ハジ・ワイス（ماهر الحاج ويس）が、アラブの芸術界を豊かにし、アラブの視聴者に奉仕することを目的として、ビーナスセンターを設立した。当時、吹き替え作品は主に1990年代を中心に一部のアラブの国営テレビ局によって購入されていた。1991年の設立以来、ビーナスセンターはこの分野で最も重要なスタジオの一つとなった。10年間の成功の後、ファイズ・サッバーグは2000年にスペース・トゥーンチャンネルを設立し、ビーナスセンターの作品の公式な放送窓口となり、両者は同じ名前とパートナーシップのもとに結びついた。

## 手がけたアニメ作品
- ジャングルブック・少年モーグリ
- 名探偵コナン[1]
- HUNTER×HUNTER[1]
- デジタルモンスター
- ONE PIECE[1]（吹き替え未完）
- キャプテン翼[1]
- レ・ミゼラブル 少女コゼット
- 家なき子レミ
- こんにちは アン 〜Before Green Gables
- 少女終末旅行
- SLAM DUNK
- IDATEN翔
- BLACK CAT
- ふしぎの海のナディア
- 風の少女エミリー
- 巌窟王 (テレビアニメ)
- SAMURAI 7
- 修羅の刻
- メガロボクス
- アサティール 未来の昔ばなし（アラブ-日本共同制作）

### 代表的な西洋・アジア作品
- バットマン
- マスアニマニアックス
- ク・アニメーション
- ピンキー&ブレイン
- アニメ 世界偉人伝（Animated Hero Classics）
- ウルヴァリン・アンド・ジ・X-メン
- Oops!フェアリーペアレンツ
- ソニックトゥーン
- アナスタシア
- 鉄拳戦士アイアン・キッド
- リトル・ベア